# Christina Lang
Christina Lang (* 30. Juni 1973) ist eine Schweizer Radiomoderatorin. Sie ist vorwiegend Moderatorin der Radio SRF1 - Sendung "Treffpunkt". 
Zuvor moderierte sie während 15 Jahren bei DRS3 (später auch bei SRF3) unter anderem die Morgensendung auf DRS 3, die von Montag bis Samstag gesendet wird. Sie war außerdem als Layouterin tätig, produziert und kreiert Vorspänne, akustische Logos und Jingles. Seit 2018 ist sie bei Radio SRF1.
Zu einem Engagement für das Fernsehen kam es 2007, als Lang zusammen mit fünf weiteren Moderatoren die Übertragung des Benefizkonzerts Live Earth kommentierte.
Lang hat zwei Kinder und ist verheiratet.